# RIM-8 Talos
El RIM-8 Talos de Bendix fue un misil tierra-aire naval de largo alcance y estuvo entre los primeros misiles tierra-aire en equipar a los navíos de la Armada de los Estados Unidos. Los Talos utilizan el haz de radar para orientación contra objetivos cercanos y radar de guiado semiactivo (SARH) para orientación terminal. La matriz característica de cuatro antenas rodeando la nariz son los receptores SARH que funcionan como un interferómetro de onda continua. El empuje fue proporcionado por un cohete de combustible sólido para el lanzamiento inicial y un estatorreactor Bendix para volar hacia su objetivo con la doble ojiva como compresor del estatorreactor.

## Historia
El Talos fue el producto final de la operación Bumblebee, un programa de 16 años de desarrollo de misiles tierra-aire de la Armada para la defensa contra misiles antibuque guiados como la bomba planeadora Henschel Hs 293, el Fritz X y aviones kamikaze. El Talos fue el principal esfuerzo solo por detrás del proyecto Bumblebee, pero no fue el primer misil desarrollado por el programa; El RIM-2 Terrier fue el primero en entrar en servicio. Los Talos originalmente fueron designados SAM-N-6 y luego renombrados RIM-8 en 1963.
Los Talos tuvieron un uso relativamente limitado debido a su gran tamaño y al sistema dual de antenas de radar; hubo pocos barcos que podían dar cabida a misiles tan grandes con el radar de guía AN/SPW-2 y el radar AN/SPG-49 de iluminación y seguimiento de objetivos. De hecho, el misil de 11,6 metros de largo y 3 toneladas y media era similar en tamaño a un caza. El sistema de lanzamiento del Talos Mark 7 se instaló en tres cruceros de clase Galveston (convertidos a la clase de cruceros ligeros Cleveland) con 14 “pájaros” en un cargador listo para el servicio y hasta 30 misiles no emparejados y propulsores en un área de almacenamiento encima de la cubierta principal. El USS Long Beach propulsado por energía nuclear y tres cruceros de la clase Albany (convertidos en clase de cruceros pesados Baltimore) llevaron el lanzador Mark 12 alimentado por detrás por un cargador de 46 misiles debajo de la cubierta principal.
El SAM-N-6b/RIM-8A inicial tenía un alcance efectivo de unas 50 millas náuticas (92,6 km) y una ojiva convencional. El SAM-N-6bW/RIM-8B era un RIM-8A con una ojiva nuclear; la orientación terminal se consideró innecesaria para una ojiva nuclear, por lo que se omite la antena SARH. El SAM-N-6b1/RIM-8C fue introducido en 1960 y tenía casi el doble de alcance y una cabeza de barra continua convencional más eficaz. El RIM-8D fue la versión de ojivas nucleares del -8C. El SAM-N-6 c/RIM-8E "Talos unificado" tenía una cabeza que podía intercambiarse mientras se embarcaba, eliminando la necesidad de llevar el almacén dedicado a las variantes de ojivas nucleares. El RIM-8E también llevó una mejora del buscador de blancos terminal por onda continua y tenía un techo de vuelo más alto. Algunos RIM-8Cs fueron modificados con el nuevo buscador y designado RIM-8F. El RIM 8G y RIM-8J tuvieron más mejoras en el radar de búsqueda. El RIM-8H Talos-ARM fue un misil antiradar dedicado para uso contra estaciones de radar en tierra. Las pruebas iniciales del RIM-8H se realizaron en 1965, y poco después fue desplegado en Vietnam en el Chicago, Oklahoma City y Long Beach, atacando los radares SAM de Vietnam del Norte. Las versiones superficie-aire también vieron acción en Vietnam, un total de tres aviones MiG fueron derribados por el Chicago y el Long Beach. El misil Talos también tenía capacidad superficie-superficie.

## Cronología
| Fecha                   | Inventario de la Flota                           | Barco                     | Evento                    |
| ----------------------- | ------------------------------------------------ | ------------------------- | ------------------------- |
| 28 de mayo de 1958      | Lanzador 1xMk 7 con radar 2xAN/SPG-49            | USS Galveston (CLG-3)     | Asignado como CLG-3       |
| 3 de junio de 1960      | Lanzador 2xMk 7 con radar 4xAN/SPG-49            | USS Little Rock (CLG-4)   | Asignado como CLG-4       |
| 7 de septiembre de 1960 | Lanzador 3xMk 7 con radar 6xAN/SPG-49            | USS Oklahoma City (CLG-5) | Asignado como CLG-5       |
| 9 de septiembre de 1961 | Lanzador 3xMk 7 y 1xMk 12 con radar 8xAN/SPG-49  | USS Long Beach (CGN-9)    | Asignado como CGN-9       |
| 3 de noviembre de 1962  | Lanzador 3xMk 7 y 3xMk 12 con radar 12xAN/SPG-49 | USS Albany (CA-123)       | Asignado como CG-10       |
| 1 de diciembre de 1962  | Lanzador 3xMk 7 y 5xMk 12 con radar 16xAN/SPG-49 | USS Columbus (CA-74)      | Asignado como CG-12       |
| 2 de mayo de 1964       | Lanzador 3xMk 7 y 7xMk 12 con radar 20xAN/SPG-49 | USS Chicago (CA-136)      | Asignado como CG-11       |
| 25 de mayo de 1970      | Lanzador 2xMk 7 y 7xMk 12 con radar 18xAN/SPG-49 | Galveston                 | Baja                      |
| 31 de enero de 1975     | Lanzador 2xMk 7 y 5xMk 12 con radar 14xAN/SPG-49 | Columbus                  | Baja                      |
| 22 de noviembre de 1976 | Lanzador 1xMk 7 y 5xMk 12 con radar 12xAN/SPG-49 | Little Rock               | Baja                      |
| 1978                    | Lanzador 1xMk 7 y 4xMk 12 con radar 10xAN/SPG-49 | Long Beach                | Removido el sistema Talos |
| 15 de diciembre de 1979 | Lanzador 4xMk 12 con radar 8xAN/SPG-49           | Oklahoma City             | Baja                      |
| 1 de marzo de 1980      | Lanzador 2xMk 12 con radar 4xAN/SPG-49           | Chicago                   | Baja                      |
| 29 de agosto de 1980    |                                                  | Albany                    | Baja                      |

## Destino
El Talos fue retirado de servicio en la flota en 1976, aunque los buques que transportaban el sistema siguieron unos cuantos años más, los retiraron (clase Albany y Oklahoma City) antes de que fueran decomisados en 1980, después lo retiraron del Long Beach en 1978. Después de 22 años de servicio en la flota, el misil fue reemplazado por el misil estándar RIM-67, que fue disparado por el lanzador Mk10 más pequeño.
Los misiles que quedaban en el inventario de la Armada fueron convertidos en un misil de alta tecnología supersónico, el MQM-8G Vandal. El inventario fue agotado alrededor de 2008.

## Galería

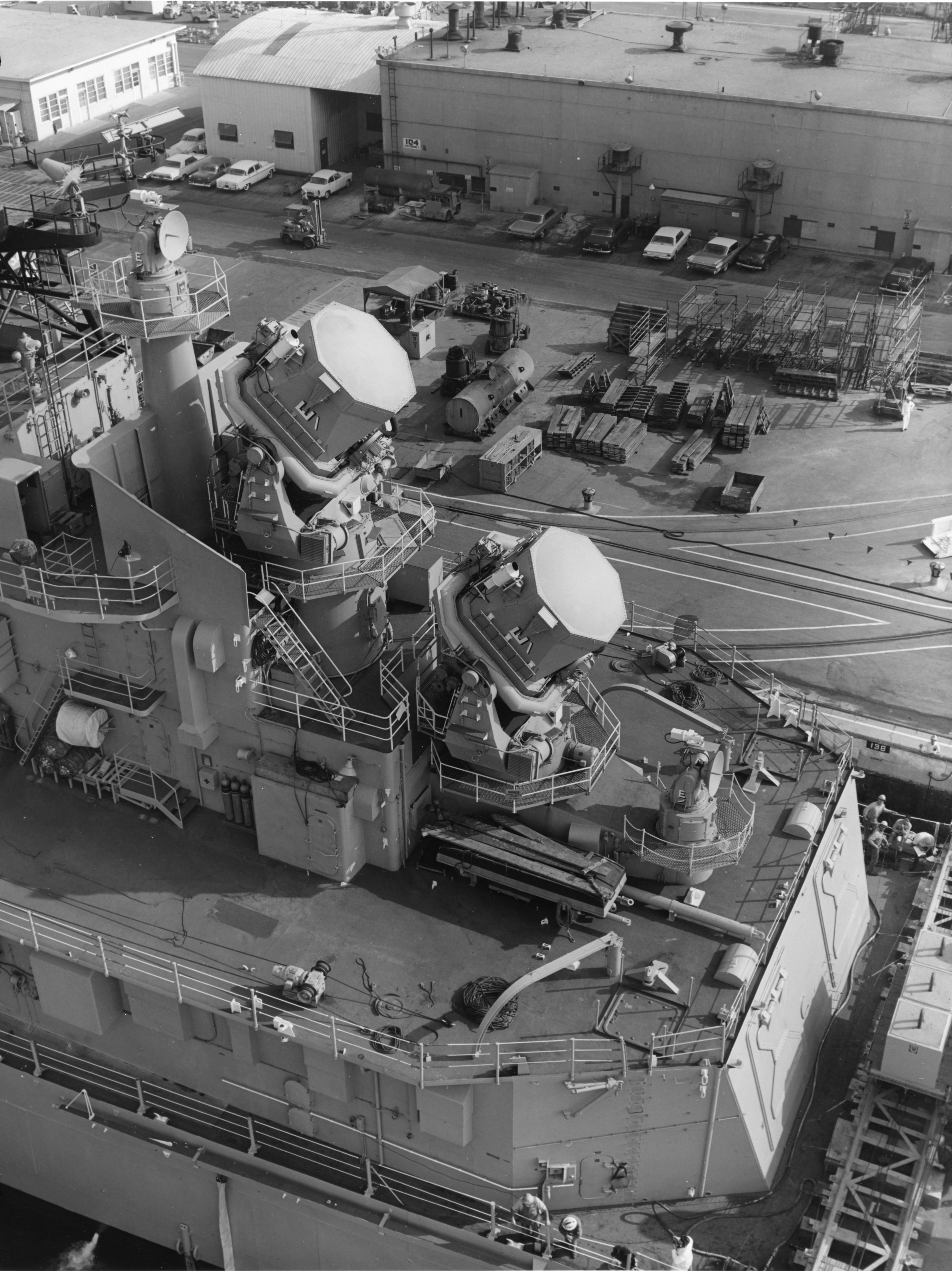
Radares de guiado del Talos, AN/SPG-49.
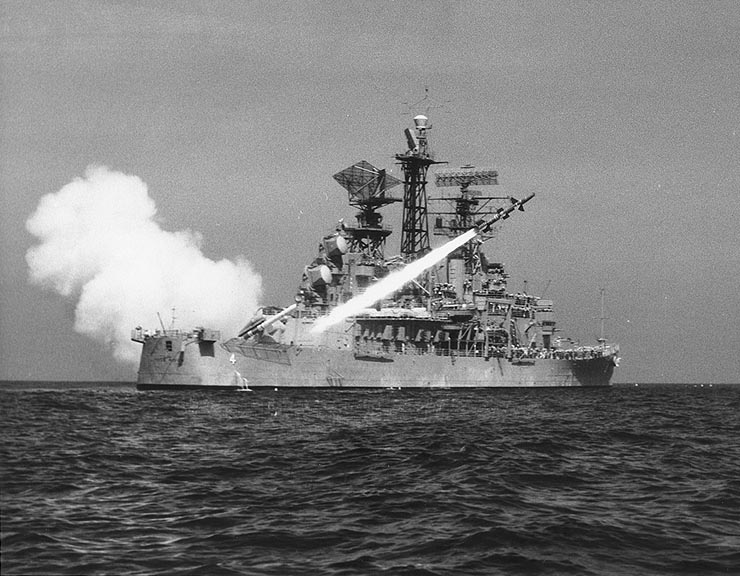
USS Little Rock (CLG-4) dispara un Talos, 4 de mayo de 1961.
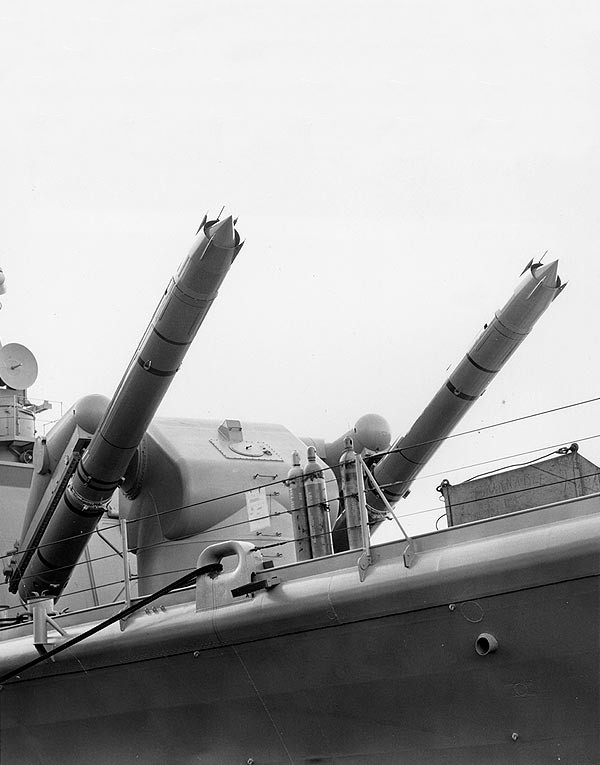
Misiles Talos en su lanzador a bordo del USS Columbus (CG-12), noviembre de 1962.
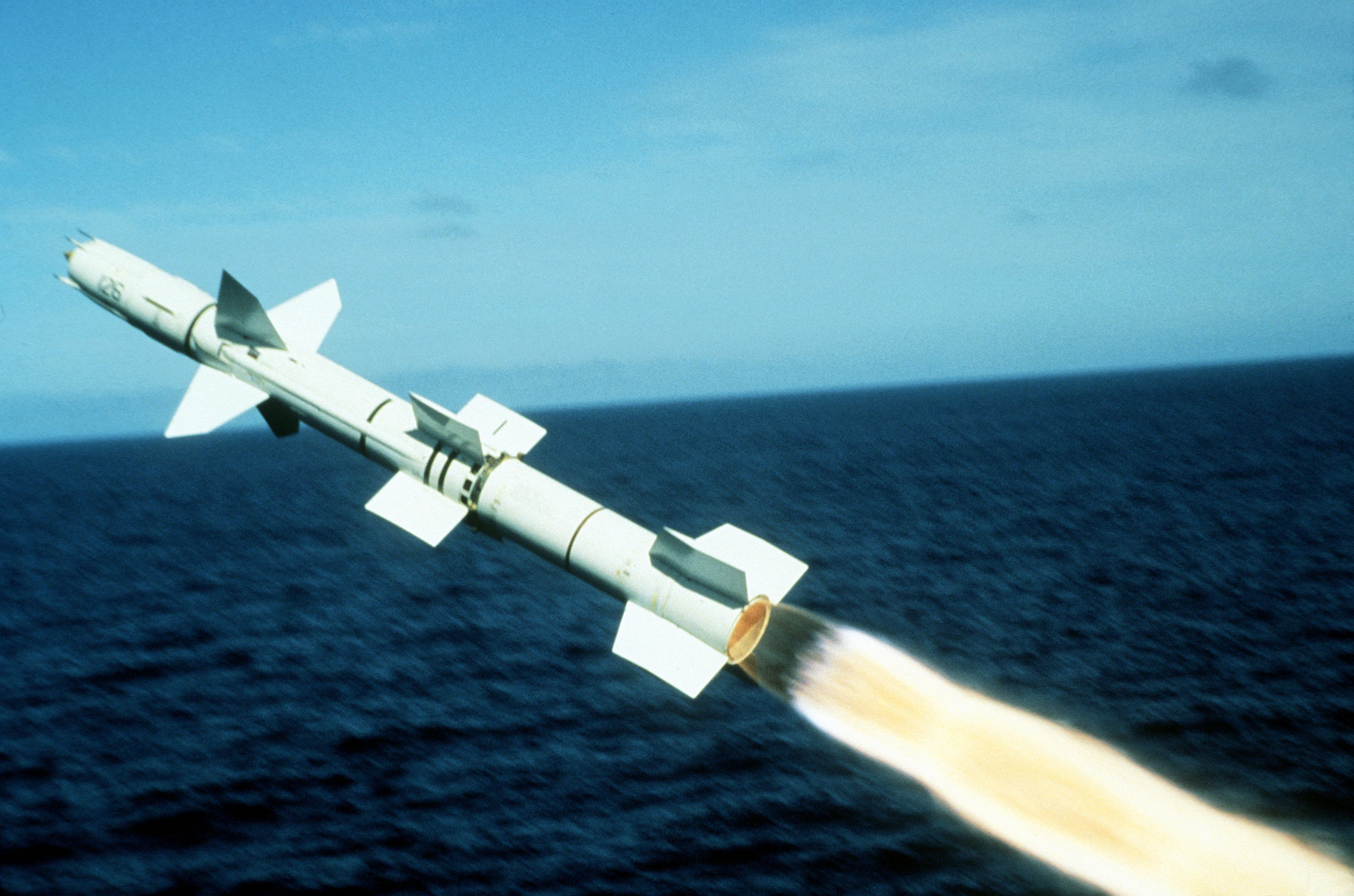
Último misil Talos lanzados desde el USS Oklahoma City (CLG-5) en 1979.
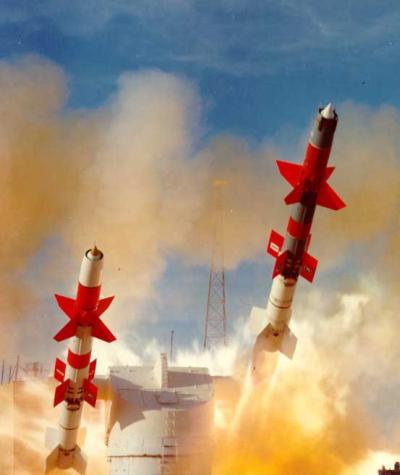
Lanzamiento de un RIM-8A y -8B.
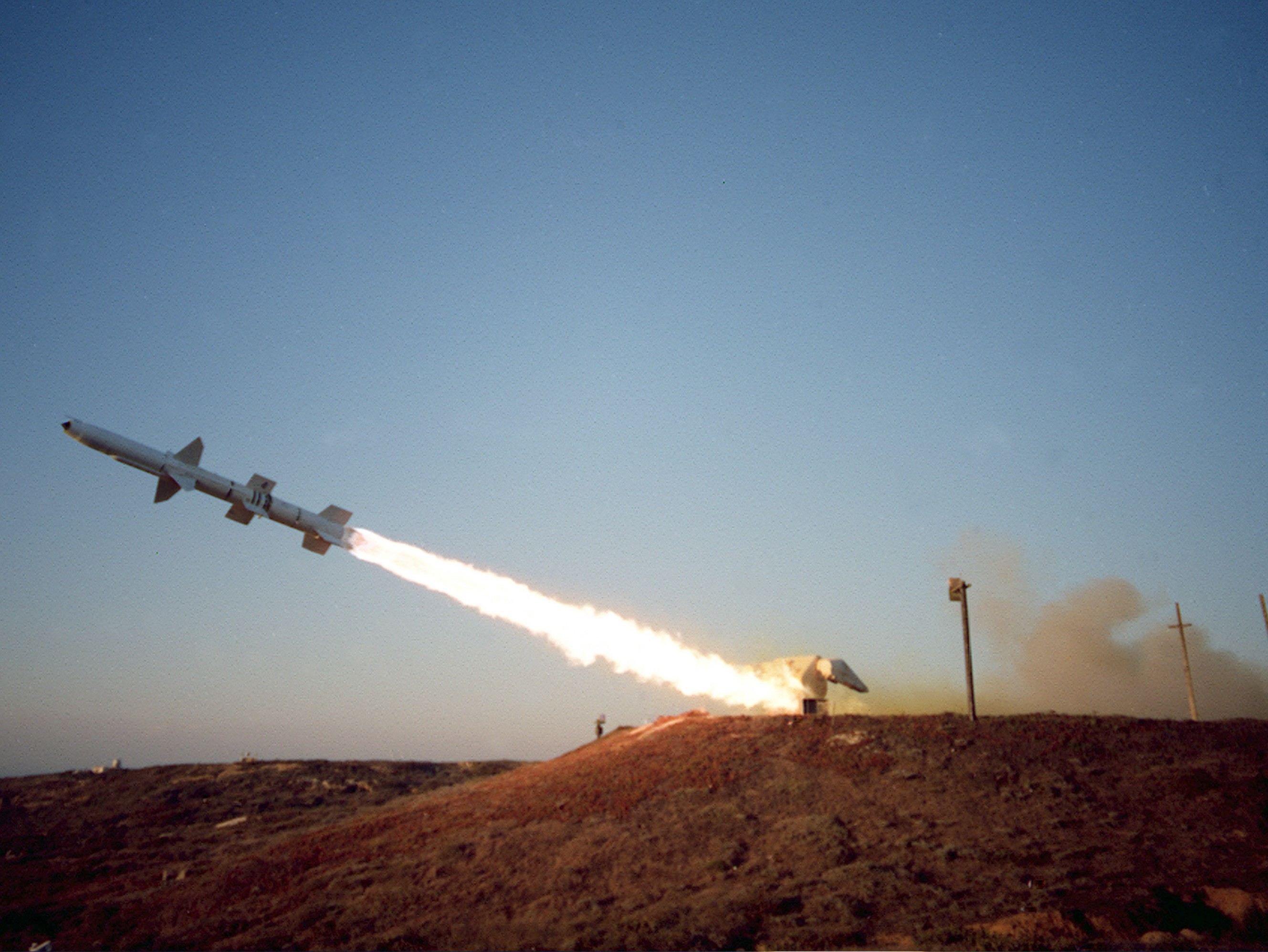
MQM-8G Vandal lanzado desde la isla San Nicolas, en 1999.